# Sander Berge
Sander Gard Bolin Berge (* 14. února 1998 Bærum) je norský profesionální fotbalista, který hraje na pozici defensivního záložníka za anglický klub Burnley FC a za norský národní tým.

## Klubová kariéra
Berge se narodil ve městě Bærum v Akershusu. Svou fotbalovou kariéru zahájil v mládežnickém týmu Asker Fotball, v jehož dresu debutoval na konci roku 2013.

### Vålerenga IF
Před začátkem ročníku 2015 přestoupil do prvoligového týmu Vålerenga. Berge debutoval v 1. lize 11. července 2015 v utkání proti Sandefjordu a rychle se z něj stal klíčový hráč klubu.

### KRC Genk
Dne 2. ledna 2017 podepsal čtyřletou smlouvu s belgickým KRC Genk. V A-týmu debutoval 21. ledna jako střídající hráč při výhře 1:0 proti Eupenu. Stal se nedílnou součástí týmu po zbytek sezony; s klubem došel až do čtvrtfinále Evropské ligy, kde vypadli proti Celtě Vigo.
Během tří sezón v dresu Genku odehrál přes 100 soutěžních utkání, v nichž vstřelil 6 branek a připsal si i další 4 asistence. Klub, se kterým v roce 2019 vyhrál domácí ligu i belgický superpohár, v lednu 2020 opustil.

### Sheffield United
Dne 30. ledna 2020 přestoupil Berge do anglického prvoligového Sheffieldu United, který za něj zaplatil přes 25 milionů euro a Berge se se tak stal nejdražším hráčem v historii klubu. Podepsal s klubem smlouvu na čtyři a půl roku. Ve své první sezóně se stal ihned součástí stabilní základní sestavy a došel s týmem až ke konečné 8. příčce v Premier League.
V ročníku 2020/21 však kvůli zranění kolene odehrál jen 15 utkání a s Sheffieldem sestoupil do EFL Championship.
V druhé anglické nejvyšší soutěži se Berge stal klíčovým hráčem týmu a v sezóně 2022/23 dovedl tým k postupu zpátky mezi anglickou elitu.

## Reprezentační kariéra
Svůj debut v norské reprezentaci si odbyl 23. března 2017 ve věku 19 let, kdy nastoupil jako střídající hráč v 76. minutě kvalifikačního utkání o postup na Euro proti Severnímu Irsku. 5. září 2019 vstřelil Berge ve 34. minutě zápasu proti Maltě v kvalifikaci na EURO 2020 svůj první reprezentační gól.